# Station Saltash
Saltash is een spoorwegstation van National Rail in Saltash, Caradon in Engeland. Het station is eigendom van Network Rail en wordt beheerd door Great Western Railway. 